# Dragana Cvijić
Dragana Cvijić; serbs. Драгана Цвијић; (ur. 15 marca 1990 w Belgradzie w Jugosławii), serbska piłkarka ręczna, reprezentantka kraju grająca na pozycji obrotowej. Wicemistrzyni Świata 2013. Obecnie występuje w Budućnost Podgorica.

## Sukcesy

### reprezentacyjne
- Mistrzostwa Świata:
  -  2013

### klubowe
- Mistrzostwa Słowenii:
  -  2010, 2011
- Puchar Słowenii:
  -  2010, 2011
- Mistrzostwa Czarnogóry:
  -  2012, 2013
- Puchar Czarnogóry:
  -  2012, 2013
- Liga Mistrzyń:
  -  2012, 2015
  -  2014
- Liga Regionalna:
  -  2012
  -  2013

## Nagrody indywidualne
- Mistrzostwa Świata:
  - najlepsza obrotowa Mistrzostw Świata 2013